# Henry Orlando Chamberlain

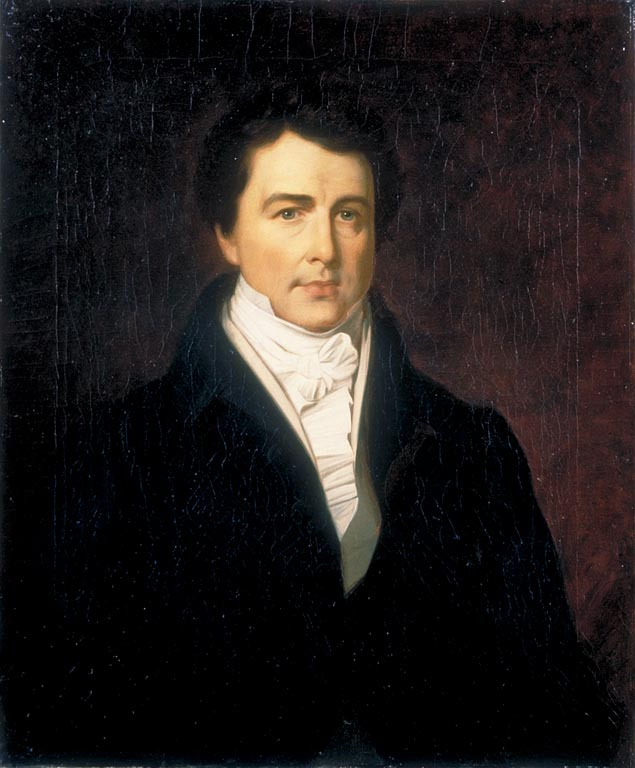
Sir Henry Chamberlain, 1e Baronet

Henry Orlando Chamberlain, 1e Baronet (Londen, 20 september 1773 - 31 juli 1829) was een Britse diplomaat, consul en zaakgelastigde voor Brazilië. Hij verkreeg de titel baronet op 22 februari 1828.

## Levensbeschrijving
Henry Orlando Chamberlain was een buitenechtelijk kind van Henry Fane, de jongste zoon van Thomas Fane, 8e graaf van Westmorland. Hij werd grootgebracht tussen Fanes andere kinderen, zogenaamd als verre verwant. Toen hij verliefd werd op zijn eigen halfzus, en deze liefde beantwoord werd, zag zijn vader geen andere weg dan hem het geheim van zijn afkomst te onthullen; de volgende morgen was de jongeman verdwenen. Hij monsterde aan op een schip en jarenlang hoorde zijn familie niets meer van hem. Hij kwam in Portugal terecht, waar hij later een hoge functie bij de Portugese posterijen bekleedde. Terug in Engeland aanvaardde hij een baan als diplomaat; hij werd als consul-generaal gestationeerd in Rio de Janeiro, waar hij vele jaren verbleef. Toen Peter I keizer van Brazilië werd, werd Henry Chamberlain benoemd tot chargé d'affaires aan het keizerlijk hof. In deze functie begeleidde hij de totstandkoming van het eerste handelsverdrag tussen Engeland en Brazilië, waarvoor hem de eretitel baronet werd toegekend in 1828. Toen zowel Dom Pedro als zijn broer Dom Miguel aanspraak maakten op de Portugese troon, brak in Portugal de burgeroorlog uit. In het voorjaar van 1829 riep de Engelse regering Henry Chamberlain terug uit Brazilië en benoemde hem tot buitengewoon gevolmachtigde gezant in Portugal vanwege zijn bekendheid met de plaatselijke aangelegenheden. Zijn vertrek werd echter steeds uitgesteld vanwege de debatten die in het Britse parlement gevoerd werden over de Portugese kwestie, waarvoor men de adviezen van Chamberlain nodig had. Een onbeduidende verwonding aan zijn voet, in combinatie met zijn suikerziekte, waaraan hij al enkele jaren leed, leidde tot zijn plotselinge dood, 31 juli 1829.

## Wetenschap
Naast zijn werk als diplomaat onderhield Henry Chamberlain een botanische tuin op zijn standplaats in Brazilië. De planten hiervoor verzamelde hij tijdens zijn reizen door het binnenland. Voor zijn werk op het terrein van de in die tijd nog niet zo bekende flora van Brazilië ontving hij de zilveren medaille van de Royal Horticultural Society. Ook werd er een type begonia naar hem vernoemd, de Bignonia Chamberlainii. Na zijn dood werd zijn plantenverzameling naar de Royal Botanic Gardens, Kew overgebracht, zijn uitgebreide insectenverzameling ging naar Berlijn.

## Privéleven
Henry Chamberlain is twee keer getrouwd geweest. In de eerste echt huwde hij Elizabeth Harrod, 1 januari 1795. Uit dit huwelijk werden drie kinderen geboren:
- Henry Chamberlain, 2e Baronet (2 oktober 1796 – 8 september 1843), officier bij de Royal Artillery
- William Augustus Chamberlain (1797–1806)
- Eliza Caroline Chamberlain (–1887)

Dit huwelijk werd ontbonden in 1813. Chamberlain huwde in de tweede echt Anne Eugenia Morgan, 5 juni 1813. Uit dit huwelijk werden zeven kinderen geboren:
- Anne Beresford Chamberlain (Rio de Janeiro, 1815–)
- Harriett Mary Chamberlain   (Rio de Janeiro, 1816–)
- William Charles Chamberlain (Rio de Janeiro, 21 april 1818 – 1878), schout-bij-nacht bij de Royal Navy
- Neville Bowles Chamberlain  (Rio de Janeiro, 10 januari 1820 – 1902), veldmaarschalk
- Crawford Trotter Chamberlain (1821–1902), generaal van het Indian Staff Corps
- Thomas H. Chamberlain   (Rio de Janeiro, 13 september 1822 –)
- Charles Francis Falcon Chamberlain (1826–1870), luitenant-kolonel bij het Brits-Indisch leger